# Jonathan Tiomkin
Jonathan Tiomkin (Brooklyn, 12 luglio 1979) è uno schermidore statunitense.

## Palmarès
In carriera ha conseguito i seguenti risultati:
- Giochi Panamericani:

Santo Domingo 2003: oro nel fioretto a squadre ed argento individuale.
- Campionati Panamericani:

2007: bronzo nel fioretto individuale.